# 緣起澤爾達
《緣起澤爾達》（英語：Z: The Beginning of Everything）是一部美國時代電視劇，由道恩·普萊斯特維奇和妮歌·約金開創，Amazon Studios製作，於2015年11月5日首次亮相。根據特蕾莎·安妮·福勒的著作《Z: A Novel of Zelda Fitzgerald》改編而成。本劇描述在1920年代美國社會名流和作家澤爾達·費茲傑羅（姬絲汀娜·莉芝 飾演）的生活的虛構版本。第一季涵蓋了她嫁給了尚未成名的作家法蘭西斯·史考特·費茲傑羅，以及隨後充滿派對和酒精的生活方式而產生的婚姻緊張。
第一季於2017年1月27日播放。2017年4月27日，Amazon續訂了第二季。隨後在2017年9月7日，Amazon宣布已經撤回了續訂，在第一季後取消本劇。

## 演員

### 主要演員
- 姬絲汀娜·莉芝 飾演 澤爾達·費茲傑羅
- 大衛·霍福林（英语：David Hoflin） 飾演 法蘭西斯·史考特·費茲傑羅
- 大衛·史崔森 飾演 法官Anthony Sayre

### 常設演員
- 克莉絲汀·尼爾森（英语：Kristine Nielsen） 飾演 Minnie Sayre
- Holly Curran 飾演 Tilde Sayre
- 傑米·安妮·奧爾曼（英语：Jamie Anne Allman） 飾演 Tootsie Sayre
- 瑪雅·卡贊 飾演 Livye Hart
- Sarah Schenkkan 飾演 Eleanor Browder
- Jun Naito 飾演 Tana Fujimora
- Jordan Dean 飾演 Ludlow Fowler

## 集數

### 第一季（2015年-2017年）
| 集數 | 標題                                        | 導演               | 編劇                                   | 上線日期      |
| ---- | ------------------------------------------- | ------------------ | -------------------------------------- | ------------- |
| 1    | "Pilot"                                     | 提姆·布雷克·尼爾森 | 道恩·普萊斯特維奇 及 妮歌·約金         | 2015年11月5日 |
| 2    | "Just Humans"                               | 邁克·百克          | 道恩·普萊斯特維奇 及 妮歌·約金         | 2017年1月27日 |
| 3    | "The Right Side of Paradise"                | 邁克·百克          | 莉迪亞·伍德沃德                        | 2017年1月27日 |
| 4    | "You, Me and Us"                            | Neasa Hardiman     | Ian Deitchman 及 Kristin Rusk Robinson | 2017年1月27日 |
| 5    | "The It Girl"                               | Neasa Hardiman     | Kit Steinkellner                       | 2017年1月27日 |
| 6    | "Lights! Camera! Fitzgerald!"               | Minkie Spiro       | Marcus Gardley                         | 2017年1月27日 |
| 7    | "Where There Are Friends, There Are Riches" | Minkie Spiro       | 道格‧道斯特                            | 2017年1月27日 |
| 8    | "Playing House"                             | Wash Westmoreland  | Ian Deitchman 及 Kristin Rusk Robinson | 2017年1月27日 |
| 9    | "Quicksand"                                 | Wash Westmoreland  | 莉迪亞·伍德沃德                        | 2017年1月27日 |
| 10   | "Best of All"                               | 邁克·百克          | 道恩·普萊斯特維奇 及 妮歌·約金         | 2017年1月27日 |

## 外部連結
- 互联网电影数据库（IMDb）上《緣起澤爾達》的资料（英文）
- 爛番茄上《緣起澤爾達》的資料（英文）